# Henrietta Johnston
Henrietta Johnston, född 1674, död 1729, var en målare av okänd nationalitet verksam i de tretton kolonierna mellan 1708 och 1729. 
Hon var pastellmålare och är känd som den första kvinnliga målare och den första porträttmålare som var verksam i det senare USA.